# Série mondiale 1992
La Série mondiale 1992 était la 89e série finale des Ligues majeures de baseball. Elle a débuté le 17 octobre 1992 et opposait les champions de la Ligue américaine, les Blue Jays de Toronto, aux champions de la Ligue nationale, les Braves d'Atlanta.
Il s'agissait de la première Série mondiale de l'histoire à impliquer une équipe canadienne, et le troisième affrontement de la série, le 20 octobre 1992 à Toronto, était le premier match de Série mondiale à être disputé à l'extérieur des États-Unis.
Cette série 4 de 7 s'est terminée le 24 octobre 1992 par une victoire des Blue Jays de Toronto, quatre parties à deux. Les Blue Jays devinrent la première équipe du Canada à devenir champions du baseball majeur.
Un incident survint lors du deuxième match à Atlanta, attisant une polémique au Canada, alors qu'un officier des Marines des États-Unis hissa le drapeau canadien à l'envers lors des cérémonies d'ouverture précédant la tenue du match. Des Canadiens en prirent ombrage et y virent une insulte envers leur pays. En guise d'excuse, les Marines offrirent de s'amender en hissant l'unifolié correctement lors du premier match à Toronto.

## Équipes en présence
Pour la deuxième saison consécutive, les Blue Jays de Toronto (96 victoires, 66 défaites) remportent le championnat dans la division Est de la Ligue américaine. Ils terminent quatre matchs devant les Brewers de Milwaukee et passent en Série de championnat, où ils auront le meilleur en six parties sur les Athletics d'Oakland, champions dans l'Ouest et auteurs d'une fiche en saison identique à celle des Jays.
Dans la Ligue nationale, les Pirates de Pittsburgh (96-66) dans l'Est et les Braves d'Atlanta (98-64) dans l'Ouest remportent pour une deuxième année de suite les championnats de leurs divisions et se font face en Série de championnat, avec un résultat similaire, c'est-à-dire une victoire d'Atlanta en sept parties.
Auteurs du meilleur dossier du baseball majeur en saison régulière, les Braves accèdent aux Séries mondiales pour la deuxième fois depuis leur arrivée à Atlanta, ayant perdu la classique automnale contre les Twins du Minnesota en 1991.
Les Blue Jays de Toronto deviennent quant à eux la première équipe canadienne en Série mondiale, alors qu'ils y accèdent pour la première fois en seize ans d'existence.

## Déroulement de la Série

### Calendrier des rencontres
| Match | Date       | Visiteur             | Hôte                 | Score              |
| ----- | ---------- | -------------------- | -------------------- | ------------------ |
| 1     | 17 octobre | Blue Jays de Toronto | Braves d'Atlanta     | 1 - 3              |
| 2     | 18 octobre | Blue Jays de Toronto | Braves d'Atlanta     | 5 - 4              |
| 3     | 20 octobre | Braves d'Atlanta     | Blue Jays de Toronto | 2 - 3              |
| 4     | 21 octobre | Braves d'Atlanta     | Blue Jays de Toronto | 1 - 2              |
| 5     | 22 octobre | Braves d'Atlanta     | Blue Jays de Toronto | 7 - 2              |
| 6     | 24 octobre | Blue Jays de Toronto | Braves d'Atlanta     | 4 - 3 (11 manches) |

### Match 1
Samedi 17 octobre 1992 au Atlanta-Fulton County Stadium, Atlanta, Géorgie.
| Blue Jays de Toronto | 0 | 0 | 0 | 1 | 0 | 0 | 0 | 0 | 0 | 1 | 4 | 0 |
| Braves d'Atlanta | 0 | 0 | 0 | 0 | 0 | 3 | 0 | 0 | X | 3 | 4 | 0 |
| Lanceurs partants : TOR : Jack Morris ATL : Tom Glavine Vic. : Tom Glavine (1-0) Déf. : Jack Morris (0-1) HRs : TOR : Joe Carter (1) ATL : Damon Berryhill (1) |   |   |   |   |   |   |   |   |   |   |   |   |

Lors du septième match de la Série mondiale 1991, le lanceur des Twins du Minnesota, Jack Morris, avait blanchi les Braves durant dix manches pour permettre à son équipe de remporter la série. S'alignant maintenant avec les Blue Jays de Toronto, Morris continue sa domination sur les frappeurs des Braves en les tenant en échec durant les cinq premières manches du premier match des Séries mondiales 1992. Mais après deux retraits en 6e, Damon Berryhill cogne un circuit de trois points contre le numéro un des Jays, propulsant Atlanta en avant 3-1, le score par lequel il remporteront cette rencontre. Berryhill met ainsi fin à la séquence de Morris, qui avait atteint 16 manches sans accorder de point en Série mondiale.
Joe Carter avait précédemment donné les devants aux Jays avec un coup en solo contre Tom Glavine en quatrième manche. Alors que Glavine remportait une deuxième victoire seulement en sept décisions en séries éliminatoires, Morris encaissait sa première défaite en matchs d'après-saison.

### Match 2
Dimanche 18 octobre 1992 au Atlanta-Fulton County Stadium, Atlanta, Géorgie.
| Blue Jays de Toronto | 0 | 0 | 0 | 0 | 2 | 0 | 0 | 1 | 2 | 5 | 9 | 2 |
| Braves d'Atlanta | 0 | 1 | 0 | 1 | 2 | 0 | 0 | 0 | 0 | 4 | 5 | 1 |
| Lanceurs partants : TOR : David Cone ATL : John Smoltz Vic. : Duane Ward (1-0) Déf. : Jeff Reardon (0-1) Sauv. : Tom Henke (1) HRs : TOR : Ed Sprague (1) |   |   |   |   |   |   |   |   |   |   |   |   |

En avance par 4-2, les Braves ratent l'occasion de porter leur avance dans la série à 2-0 en gaspillant cette priorité de deux points. En début de 8e, le partant John Smoltz, qui avait peu à se reprocher jusque-là, laisse deux coureurs atteindre les sentiers après un retrait. Un simple du vétéran Dave Winfield vient réduire l'avance d'Atlanta à 4-3 mais, amené en relève, Mike Stanton et Jeff Reardon étouffent la menace en retirant John Olerud et Kelly Gruber.
En début de 9e, Reardon, alors meneur de tous les temps au chapitre des victoires protégées, accorde un but-sur-balles à Derek Bell après un retrait, puis Ed Sprague s'impose héros de cette rencontre avec un circuit de deux points.
Tirant maintenant de l'arrière 5-4, les Braves menacent en fin de 9e. Mais Terry Pendleton, joueur par excellence de la Ligue Nationale en 1991 et premier dans les ligues majeures en 1992 avec une moyenne au bâton de,391 avec des coureurs en position de marquer et deux retraits, soulève l'offrande du releveur Tom Henke pour un faible ballon au joueur de troisième but Kelly Gruber, qui enregistre le dernier retrait. Les Blue Jays l'emportent et la série se transporte à Toronto avec une égalité de 1-1.
Au bâton pour les Jays, David Cone, acquis des Mets en août, obtint deux coups sûrs. C'étaient les 2e et 3e coups sûrs seulement à être frappés par un lanceur de la Ligue américaine en Série mondiale depuis 1979.

### Match 3
Mardi 20 octobre 1992 au SkyDome, Toronto, Ontario.
| Braves d'Atlanta | 0 | 0 | 1 | 0 | 0 | 0 | 0 | 1 | 0 | 2 | 9 | 0 |
| Blue Jays de Toronto | 0 | 0 | 0 | 1 | 0 | 0 | 0 | 1 | 1 | 3 | 6 | 1 |
| Lanceurs partants : ATL : Steve Avery TOR : Juan Guzmán Vic. : Duane Ward (2-0) Déf. : Steve Avery (0-1) HRs: TOR : Joe Carter (2), Kelly Gruber (1) |   |   |   |   |   |   |   |   |   |   |   |   |

En début de 4e manche, Devon White des Blue Jays réalise un attrapé mémorable, le gant renversé, alors qu'il vole un circuit à David Justice au champ centre. Deux coureurs des Braves se trouvaient sur les sentiers, et Terry Pendleton sera déclaré retiré lorsqu'il devance Deion Sanders autour des buts. La séquence se termine presque sur un triple jeu alors que White tente de harponner Sanders au troisième, mais l'arbitre Bob Davidson décrète que le coureur est sauf, malgré plusieurs reprises télévisées montrant que le coureur avait bel et bien été retiré. Devon White sera crédité d'un double jeu sans aide.
À leur tour au bâton en quatrième, les Blue Jays prennent les devants 1-0 grâce à un circuit solo de Joe Carter aux dépens du lanceur Steve Avery. David Justice, avec un simple en 6e, et Lonnie Smith en 8e, lui aussi avec un simple, portent les Braves en avant 2-1, mais Avery accordera un second coup de circuit en fin de 8e, un coup en solo à Kelly Gruber qui crée l'égalité 2-2.
En fin de neuvième manche, Roberto Alomar chasse le partant des Braves du match avec un simple. Mark Wohlers s'amène en relève. Alomar vole le deuxième-but et un but-sur-balles intentionnel sera accordé à Joe Carter. Dave Winfield dépose l'amorti pour faire avancer les coureurs de 90 pieds. Face à un autre releveur, Mike Stanton, Ed Sprague se voit accorder lui aussi un but-sur-balles intentionnel pour remplir les buts et offrir à la défensive des Braves la possibilité d'un double-jeu sur un jeu forcé. Le stoppeur Jeff Reardon, qui avait saboté l'avance de son équipe lors du match #2, est envoyé au monticule par son gérant Bobby Cox. Candy Maldonado cogne un simple au champ centre-droit pour faire marquer Alomar. Ce jeu met fin au match, le tout premier des Séries mondiales à être disputé hors des États-Unis. Vainqueurs 3-2, les Blue Jays prennent les devants dans la série.

### Match 4
Mercredi 21 octobre 1992 au SkyDome, Toronto, Ontario.
| Braves d'Atlanta | 0 | 0 | 0 | 0 | 0 | 0 | 0 | 1 | 0 | 1 | 5 | 0 |
| Blue Jays de Toronto | 0 | 0 | 1 | 0 | 0 | 0 | 1 | 0 | X | 2 | 6 | 0 |
| Lanceurs partants : ATL : Tom Glavine TOR : Jimmy Key Vic. : Jimmy Key (1-0) Déf. : Tom Glavine (1-1) Sauv. : Tom Henke (2) HRs: TOR : Pat Borders (1) |   |   |   |   |   |   |   |   |   |   |   |   |

Le match #4 oppose Tom Glavine, gagnant du premier match pour les Braves, à Jimmy Key, un vétéran de neuf saisons pour les Blue Jays qui effectuera son dernier départ à vie avec cette équipe.
Pat Borders frappe un circuit en solo pour amorcer la seconde moitié de la 3e manche, plaçant Toronto en avance 1-0, et les Jays ajouteront un autre point contre Glavin en 7e, alors qu'un coup sûr de Devon White fait marquer Kelly Gruber. En début de 8e, Atlanta place deux coureurs sur les buts et Ron Gant marquera sur un roulant de Mark Lemke, retiré à l'avant-champ. Avec Brian Hunter posté au deuxième coussin, Duane Ward, appelé en relève à Jimmy Key, joue avec le feu. Il retire Otis Nixon au bâton, mais alors que le frappeur s'élance pour la troisième prise, le tir de Ward ne peut être maîtrisé par le receveur. Nixon atteint sauf le premier coussin sur le mauvais lancer alors que Hunter file au troisième. Le rapide Nixon vole ensuite le deuxième but. Mais Jeff Blauser frappe un faible roulant au premier but pour le dernier retrait de la manche.
En 9e, Tom Henke retire Terry Pendleton, Lonnie Smith et Dave Justice dans l'ordre pour son deuxième sauvetage de la série. Toronto l'emporte 2-1.

### Match 5
Jeudi 22 octobre 1992 au SkyDome, Toronto, Ontario.
| Braves d'Atlanta | 1 | 0 | 0 | 1 | 5 | 0 | 0 | 0 | 0 | 7 | 13 | 0 |
| Blue Jays de Toronto | 0 | 1 | 0 | 1 | 0 | 0 | 0 | 0 | 0 | 2 | 6  | 0 |
| Lanceurs partants : ATL : John Smoltz TOR : Jack Morris Vic. : John Smoltz (1-0) Déf. : Jack Morris (0-2) Sauv. : Mike Stanton (1) HRs : ATL : David Justice (1), Lonnie Smith (1) |   |   |   |   |   |   |   |   |   |   |    |   |

Tirant de l'arrière 1-3 dans la série, les Braves font face à l'élimination lors de la cinquième rencontre. Ayant percé le mystère Jack Morris lors du match #1, l'équipe d'Atlanta malmène le partant des Jays en inscrivant sept points mérités à ses dépens.
Un double de Terry Pendleton dès la première manche fait marquer Otis Nixon et place les Braves en avant. Les Blue Jays égalent la marque contre John Smoltz en 2e sur un double de Pat Borders qui pousse John Olerud au marbre. En 4e, David Justice replace les Braves en avant alors qu'il amorce la manche avec un circuit, mais à leur retour au bâton les Jays font 2-2 alors que Borders fait une fois de plus marquer Olerud, cette fois avec un simple.
En début de 5e manche, Deion Sanders pousse Otis Nixon au marbre sur un simple. Lonnie Smith cognera ensuite un grand chelem, couronnant une poussée de cinq points. Les Braves remportent le match 7-2 pour priver les Jays d'une conquête de la Série mondiale devant leurs partisans et forcer la tenue d'un sixième affrontement, à Atlanta.

### Match 6
Samedi 24 octobre 1992 au Atlanta-Fulton County Stadium, Atlanta, Géorgie.
| Blue Jays de Toronto | 1 | 0 | 0 | 1 | 0 | 0 | 0 | 0 | 0 | 0 | 2 | 4 | 14 | 1 |
| Braves d'Atlanta | 0 | 0 | 1 | 0 | 0 | 0 | 0 | 0 | 1 | 0 | 1 | 3 | 8  | 1 |
| Lanceurs partants : TOR : David Cone ATL : Steve Avery Vic. : Jimmy Key (2-0) Déf. : Charlie Leibrandt (0-1) Sauv. : Mike Timlin (1) HRs : TOR : Candy Maldonado (1) |   |   |   |   |   |   |   |   |   |   |   |   |    |   |

David Cone des Blue Jays et Steve Avery des Braves étaient les partants lors de cette partie. Après un duel de lanceurs, Toronto ne se retrouvait qu'à trois retraits de devenir champions, en vertu d'une avance de 2 à 1. Joe Carter et Candy Maldonado (avec un circuit en solo) avaient jusque-là produit les points des Jays, et Otis Nixon celui des Braves. En fin de 9e, Jeff Blauser entreprend la manche avec un simple contre le stoppeur Tom Henke. Il marquera sur un simple d'Otis Nixon qui, avec son deuxième point produit de la rencontre, égale la marque et force la prolongation.
En début de 11e, Charlie Leibrandt, au monticule pour les Braves, atteint Devon White d'un tir. Roberto Alomar enchaîne avec un simple puis, une fois Joe Carter retiré, Dave Winfield cogne un double de deux points qui propulse la formation torontoise en avant 4-2. À 41 ans, Winfield devient le joueur le plus âgé à cogner un coup sûr de plus d'un but en Série mondiale. 
En fin de 11e, des Braves acculés au pied du mur menacent. Le lanceur partant Jimmy Key, amené comme releveur en 10e manche, donne un simple au premier frappeur, Jeff Blauser. Ce dernier avancera jusqu'au troisième but sur une erreur du joueur d'arrêt-court Alfredo Griffin, qui gaffe sur un roulant de Damon Berryhill. Après un premier retrait, Blauser viendra marquer sur un faible roulant cogné par Brian Hunter en direction du premier but. Otis Nixon, qui avait produit deux points dans la rencontre, est le dernier espoir des Braves, avec John Smoltz (coureur suppléant pour Berryhill) représentant le point égalisateur au troisième coussin. Mais Mike Timlin, lançant à la place de Key, force Nixon à frapper une balle en direction du monticule. Timlin relaie à Joe Carter au premier pour enregistrer le dernier retrait du match, remporté 4-3 par Toronto. Victorieux en six parties, les Blue Jays deviennent la première formation du Canada à gagner la Série mondiale.

## Joueur par excellence
Pat Borders est nommé joueur par excellence de la Série mondiale de 1992. Le receveur des Blue Jays de Toronto frappe dans une moyenne de ,450 au cours de cette série de six rencontres, avec neuf coups sûrs (dont 3 doubles et un circuit) en 20 présences au bâton, et 3 points produits.

## Autres
- Le gérant des Blue Jays de Toronto, Cito Gaston est devenu en 1992 le premier gérant Afro-Américain à diriger une équipe championne de la Série mondiale.